# داندونغ
داندونغ (بالصينية: 丹东) هي مدينة حضرية تقع جنوب شرق محافظة لياونينغ في جمهورية الصين الشعبية حيث تحد كوريا الشمالية وتعتبر أكبر مدينة حدودية أمام مدينة سينويجو في كوريا الشمالية وألتي يفصلها نهر يالو وألذي يصب في خليج كوريا، يبلغ عدد سكان هذه المدينة 2,444,697 نسمة وتبلغ مساحتها 15,030 كم مربع.